# Liste der Straßen und Plätze in Flensburg/XYZ
| Name                            | Hintergrund | Koordinate                         | Schild |
| ------------------------------- | --- | ---------------------------------- | ------ |
| Zedernhof                       | Der Straßenname wurde einst in der Straßenliste der Stadt Flensburg geführt. Das im Archiv aufbewahrte Straßendatenblatt ist leer. Dies bedeutet, dass der Name für eine Straßenbenennung vorgesehen war, es aber nie zu einer solchen offiziellen Benennung gekommen ist. Der weitere Hintergrund ist ungeklärt. Straßen, die nach Nadelbäumen benannt wurden, befinden sich entlang des Kiefernweges. Vgl. Zedern. | Lage unklar                        |        |
| Zeisighof                       | Benannt nach der Vogelart der Zeisige. Die angrenzenden Straßen sind ebenfalls nach Vogelarten benannt. | Lage, Nordstadt (PLZ 24939)        |        |
| Ziegeleistraße Teglværksgade    | Zufahrtsstraße nach Mürwik. Die Ziegeleistraße erinnert an die ehemalige Mürwiker Ziegelei (vgl. dort). Die Straße verband früher die Mürwiker Ziegelei mit der Fruerlunder Ziegelei (vgl. Fruerlund). | Lage, Mürwik (PLZ 24944)           |        |
| Zitronenfalterhof               | Benannt nach der Schmetterlingsart der Zitronenfalter. | Lage, Weiche (PLZ 24941)           |        |
| Zum Kliff Til Klinten           | Verweist auf die Fördehänge (vgl. Kliff) bei Solitüde. | Lage, Mürwik (PLZ 24944)           |        |
| * Zum Strand                    | Zahlreiche Wege führen zu den Stränden der Stadt. Am Rande von Solitüde befindet sich ein kurzer Fußgängerweg an dem ein Straßenschild „Zum Strand“ steht. Dem Straßenschild ist ein Hinweispfeil beigefügt. Offizielle Straßenbezeichnungen hinsichtlich Strände sind der Strandweg und der Twedter Strandweg. | Lage, Mürwik                       |        |
| ZOB                             | Der Straßenbereich des Zentralen Omnibusbahnhofes Flensburg liegt an der Straße Süderhofenden. | Lage, Flensburger Innenstadt       |        |
| Zollhäuser Toldhuse             | In den dortigen Zollhäusern wohnten früher Zöllner. Die Straße befindet sich am Rande von Weiche. Die Häuser gehören offiziell zu Weding, einem Teil der Gemeinde Handewitt, werden aber häufig als Teil Weiches genannt. | Lage, Weding (PLZ 24976)           |        |
| Zur Adelbybek                   | Straße, die im Neubaugebiet von Tarup entsteht und die zur Adelbybek führt. (Adelbybek bedeutet „Adelbybach“.) Die Straße „Zur Beek“ wurde ebenfalls entsprechend benannt. | Lage, Tarup (PLZ 24943)            |        |
| Zur Baumschule Til Planteskolen | Bereich der ehemaligen Baumschule am Friedhof Adelby, die von der Familie Clausen aufgebaut wurde. Nach dem Zweiten Weltkrieg baute Otto Bernhard Clausen, der zuvor Kreisleiter der NSDAP in Lübeck war, die Baumschule wieder auf. 1970 wurde die Baumschule aufgelöst und das Gelände anschließend bebaut. | Lage, Tarup (PLZ 24943)            |        |
| Zur Beek Til Bækken             | Straße, die zur Adelbybek führt (Adelbybek bedeutet „Adelbybach“). Die Straße „Zur Adelbybek“ wurde ebenfalls entsprechend benannt. | Lage, Tarup (PLZ 24943)            |        |
| Zur Bleiche Blegen              | „Bleiche“ ist ein Flurname im Stadtteil Südstadt. | Lage, Südstadt (PLZ 24941)         |        |
| Zur Exe Exegade                 | Die Straße Zur Exe vervollständigt seit der Mitte des 20. Jahrhunderts den Verlauf der B 199. Siehe für Weiteres Exe. | Lage, Friesischer Berg (PLZ 24937) |        |
| Zur Johannismühle               | Straße, die zur St. Johannismühle führt. | Lage, Sandberg (PLZ 24943)         |        |
| Zypressenweg Cypresvej          | Benannt nach der Pflanzengattung der Zypressen. Die benachbarten Straßen wurden ähnlich benannt. | Lage, Mürwik (PLZ 24944)           |        |

Fußnoten
1. ↑  Straßen und Plätze We - Z. Stadtarchiv Flensburg, abgerufen am 7. April 2015.
2. ↑  Flensburgs Straßennamen. Zur Baumschule, abgerufen am: 14. Juni 2017